# サンクトガーレン
サンクトガーレンとは、神奈川県厚木市に所在する有限会社。また、同社が醸造、販売するビールのブランド名でもある。1994年4月の地ビール解禁前に、日本の酒税法では酒類に分類されないアルコール度数1.0%未満のビールを日本・六本木で醸造していたことから、日本の地ビール第1号と称されることもある。

## 概要
日本での地ビール解禁に先駆け、1993年3月、アメリカ・サンフランシスコにブルワリーパブ「カフェ・パシフィカ」をオープンし、ビールの醸造と販売を始める。この活動がアメリカのメディアで話題となったことが日本での地ビール解禁の一因となったと言われる。また、六本木に飲茶と地ビールの店「サンクトガーレン」を開き、醸造したビールを逆輸入して販売する。
1993年12月にビール醸造設備をアメリカから輸入し、1994年初めから六本木の「サンクトガーレン」で日本の酒税法対象外のアルコール度数0.75%のビールの醸造を開始。1995年10月には日本で発泡酒の製造免許 (年間最低製造数量6kl) を申請し、12月12日に製造免許を取得した。
1997年、神奈川県厚木市に醸造施設を造り、拠点をそこに移す。また、同年は日本の酒税法で必要とされている担保金が用意できなかったため、免許更新が滞っていた。しかし、これを機に岩本伸久を社長とした新会社「サンクトガーレン」を設立する。
2006年1月、バレンタイン商戦に合わせてチョコレートの風味を持つインペリアルチョコレートスタウトを販売。報道各社に資料を送付したことも功を奏して6,000本が1週間で完売した。また、これをきっかけに顧客層が広がり、他のビールの売上げも伸びていった。
2007年5月には、スイーツビールの一弾目である黒糖スイートスタウトとスイートバニラスタウトの販売を開始する。日本の地ビール業界では月に1万本売れると大ヒットと言われているが、両ビールとも、月に2万本から3万本ほど売れる大ヒット商品となる。
2009年6月、Jリーグクラブ初の公式クラフトビール、「ベルマーレビール」を発売。このビールの売上は湘南ベルマーレの運営費・選手の強化費にあてられている。
なお、同社のビールは、国内外で多数の賞を獲得している。

## 名称の由来
同社の名称は、記録が残っている限りでは世界最古の修道院醸造場からとられている。その修道院はボーデン湖の南に位置するスイスの都市ザンクト・ガレン (Sankt Gallen) にあったザンクト・ガレン修道院である。ザンクト・ガレン修道院は、820年には修道院内に大きな醸造施設を持っていた。
同社のビールのラベル等もザンクト・ガレン修道院の修道僧をイメージしている。

## ビール
サンクトガーレンの日本での第一号ビールは発泡酒免許取得後の1995年12月22日に誕生したクリスマス&ハッピーニューイヤービールという麦芽100%、アルコール度数5.5%のビール。シナモンやナグメグが入っており、日本の酒税法では発泡酒に分類されるものであった。
2007年現在、レギュラーの4スタイルの他、限定醸造のビールも存在する。バレンタインデーに向けて醸造するインペリアルチョコレートスタウトが特に有名で、販売間もなく売り切れるという状況である。
また、サンクトガーレンは日本各地で開催されるビール関連のイベントに積極的に参加しており、同社が醸造する銘柄のリアルエールの出展なども行っている。

### 主な銘柄

#### レギュラー
サンクトガーレン・ゴールデンエールスタイルはアメリカンスタイルペールエール。
サンクトガーレン・アンバーエールスタイルはアメリカンアンバー。
サンクトガーレン・ブラウンポータースタイルはブラウンポーター。

#### 限定醸造

湘南ゴールドビール

サンクトガーレン・クリスタルヴァイツェン(SanktGallen KristallWeizen)スタイルはクリスタルヴァイツェン。ジャパン・ビアフェスティバル2006東京会場などで出展された。
エル・ディアブロ(el Diablo)スタイルはバーレーワイン。アルコール度数が10%のビールである。2006年より醸造されはじめた。毎年、ボジョレー・ヌーヴォー解禁の11月第3木曜日に合わせて解禁される。
インペリアルチョコレートスタウト(Imperial Chocolate Stout)スタイルはインペリアルスタウト。バレンタインデーに向けて醸造される。高温で焙煎したチョコレートモルトを使い、ビターチョコレートの風味を持たせている。原材料にチョコレートやカカオを使っている訳ではない。
黒糖スイートスタウト(Kokutou Sweet Stout)沖縄県伊平屋島の黒糖を使用した黒ビール。
スイートバニラスタウト(Sweet Vanilla Stout)バニラビーンズで甘い香りを溶け込ませた黒ビール。
パイナップルエールパイナップルを使ったエール。
ヴァイツェン横浜オクトーバーフェスト2007に合わせて醸造されたヴァイツェン。比較的低温で発酵させてエステル香を出した日本では珍しいヴァイツェン。
アップルシナモンエール(Apple Cinnamon Ale)信州伊那産りんごの廃果とシナモンを使ったエール。2007年より醸造される冬季限定のスイーツビール。
湘南ゴールド地元神奈川県で開発された新種柑橘類「湘南ゴールド」の廃果を使ったビール。
ベルマーレビールJリーグ湘南ベルマーレのホームゲームで販売されるビール。年に数回ベルマーレカラーである緑色をした「プレミアムベルマーレビール」(プレベル)も発売される。
とりあえずビール2010年のエイプリルフールに合わせて製造。4月1日のみの24時間限定で販売。様々なエイプリルフールまとめサイトやTwitterで拡散され、予想を大幅に超える注文が入った為、ラベルが足りなくなり急遽追加発注する事態にまでなった。
GOLDEN YELL & AMBER YELL2011年のエイプリルフールに際して、東日本大震災被災地へのエール(ALEの代わりにYELL)を込めた限定ラベル。売り上げの一部を被災地へ寄付。
サンクトガーレンさくら(SWEETS BEER SPRING EDITION)長野県伊那市高遠の桜の花と葉（桜茶などに使われる食用の八重桜）を使った桜餅風味のビール。
インペリアルチョコレートスタウト ナインリーヴズ バレルエイジ
日本のラム酒醸造メーカーであるナインリーヴズでラム酒の醸造に用いた樽にインペリアルチョコレートスタウトを詰めて約1年間熟成させたもの。ボトル詰め商品は販売されない。

### 受賞歴

#### モンドセレクション
2008年、第47回モンドセレクションに初エントリー。エントリーした4つのビールがすべて入賞した。中でも、インペリアルチョコレートスタウトはカテゴリーCとしては日本では初の最高金賞の受賞である。
| エントリー商品                   | 結果     | グループ   | カテゴリー  |
| -------------------------------- | -------- | ---------- | ----------- |
| インペリアルチョコレートスタウト | 最高金賞 | グループII | カテゴリーC |
| ブラウンポーター                 | 金賞     | グループII | カテゴリーC |
| スイートバニラスタウト           | 銀賞     | グループII | カテゴリーC |
| 黒糖スイートスタウト             | 銀賞     | グループII | カテゴリーE |

## 歴史

### サンクトガーレン社設立まで
1990年冬、株式会社永興の社長岩本光生はカリフォルニア州のブルワリーパブで飲んだクラフトビールに衝撃を受け、日本でのクラフトビールの生産を検討する。当時の日本の酒税法では年間最低製造量は2000kl。日本では無理だと結論を出した光生は、1988年にサンフランシスコに開業していた飲茶レストラン「カフェ・パシフィカ」をブルワリーパブに改装する。当時はサンフランシスコにもブルワリーパブは3件しかないという状況であった。1993年3月、ブルワリーパブ「カフェ・パシフィカ」がスタートする。日本人がアメリカでブルワリーを開業したことは、TIMEやNewsweekでもニュースとなる。当時の日本が規制だらけであることの象徴として光生は取り上げられ、TIMEでは光生のインタビューと共に新規参入ができない日本のビール事業の現状が報じられた。
1993年冬、六本木に飲茶レストラン「サンクトガーレン」を開業し、サンフランシスコからビールの輸入も開始する。「サンクトガーレン」は200lという小さな醸造設備を備えており、そこで光生の次男である岩本伸久が「ビアルネッサンス」と名付けたノンアルコールビールを醸造しはじめる。翌年、ビールの年間最低製造量が60klまで下げられる。光生は真っ先に免許を申請するとみられていたが、当初は申請しようとはしなかった。
1997年、光生はサンフランシスコと六本木の店を閉店し、神奈川県厚木市にブルワリーを開設する。このブルワリーは伸久が責任者となる。2000年には、「カフェ・パフェシカ」の経営をしていた光生の長男が厚木市愛甲石田にビアバー「サンクトガーレン」を開業する。しかし、日本の地ビールブームが去った後、経営難を理由として2000年にビール事業を撤退することとなる。

### サンクトガーレン有限会社設立
2001年、岩本伸久はビールを作り続けるためにサンクトガーレン有限会社を設立する。
同社の名前は、2006年のバレンタインデーのためのビール「インペリアルチョコレートスタウト」により広く知れ渡った。同ビールは2006年は1週間で6,000本を完売、2007年には1日半で20,000本を完売するという成功をおさめた。その後、日本の地ビール業界では数多くのチョコレートフレーバーをもつビールが誕生するという大きな影響を生み出した。
また、「スイーツビール」という新たなジャンルを築き上げ、時代の寵児となる。